# 加萊義民
《加萊義民》 (法語：Les Bourgeois de Calais）是由奧古斯特·羅丹創作的雕塑，該作品共以十二個鑄造品構成，並在此後製作眾多的複製品。該雕塑旨在紀念百年戰爭期間的一次事件，當時法國加萊在英吉利海峡上經歷了長達十一個月的圍城後向英軍投降，該城市於1884年委託羅丹創作這座雕塑，最終於1889年完成。

## 歷史
1346年，英格蘭的爱德华三世在克雷西會戰中戰勝法軍後，實施了對加萊圍攻，而法國的腓力六世則命令該城要不惜一切代價堅守。然而最終腓力六世未能解除圍困，城市居民在經歷長期的飢餓後被迫向英方投降。
當時的編年史作者让·弗鲁瓦萨尔記錄了接下來的事件：愛德華三世提出，如果該城的六名領導人自首，他將寬恕城市的所有居民，然而這六人將面臨被處決的下場。愛德華要求這六人走出城市，脖子上套著絞索，並攜帶城市和城堡的鑰匙。城市最富有的領導人之一尤斯塔什·德·聖皮埃爾首先自願出行，其他五名市民與他一同加入。 最終聖皮埃爾領導這支代表團走向城門。羅丹則針對此刻作為雕塑的主題，並捕捉到該六人英勇的自我犧牲以及面對即將到來的死亡的過程。
根據弗瓦薩爾的故事，六名市民原本預計會被處決，但由於英格蘭王后埃諾的菲莉琶的干預，他說服他的丈夫通過聲稱這些人的犧牲「將會對她未出生的孩子帶來不祥的兆頭」來施以寬恕，最終這些市民的生命得以倖免。國王立刻解開了他們脖子上的繩索，把他們帶到自己的房間，給了他們衣服，並為他們提供了一頓豐盛的大餐。再給他們錢後將他們送往安全的地方。最後，他們前往皮卡第的幾個城鎮。

## 雕塑

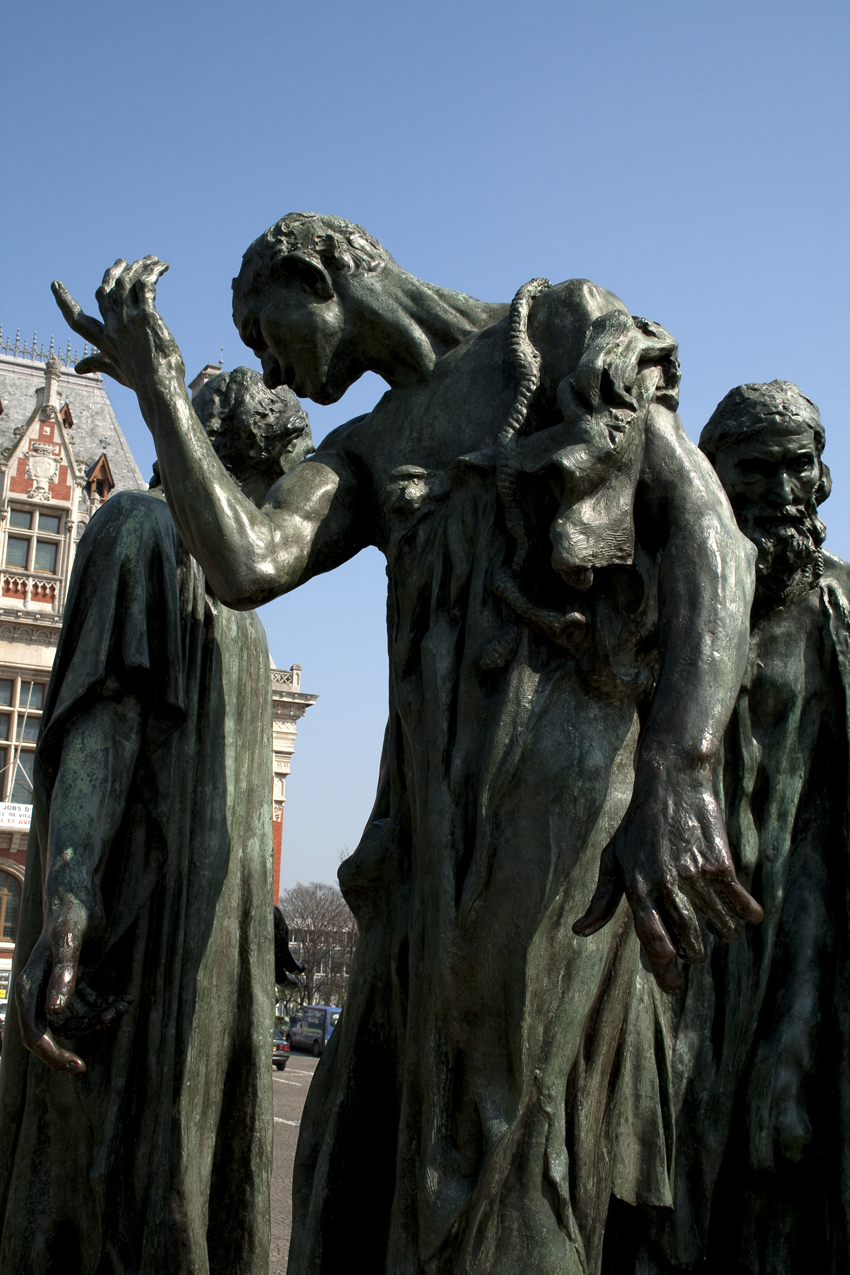
《加萊義民》細節。

羅丹的《加萊義民》青銅雕塑高兩公尺多，寬約兩公尺半，其重1814公斤。主要由六名男子組成，男子身高相似，穿著相似的舊衣服。整體而言，表現出一種決心、痛苦和冷漠的情感。群組中沒有可見的層次結構，而是形成一個群體，但又是獨立的架構。人物比真人尺寸稍大，由於他們的衣服以及不成比例的大腳和手而顯得發育不良。
男人們的手勢共同呈現出從雕塑的一側到另一側的緩慢旋轉運動，這與觀眾只能在一定距離內看到的所有個體細節形成鮮明對比。這樣的安排使觀眾在雕塑周圍走動時，能夠感受到不同角度所呈現的多樣性，並由此產生一系列凝固的影像。每位人物都呈現出獨特的特徵和情感，如尤聖皮埃爾展現的力量和決心，讓·達雷是將城市鑰匙交給英國國王的人，安德里厄斯·德安德烈斯暗示著絕望，皮埃爾·德·維桑猶豫不決，而他的兄弟似乎已經接受了犧牲的命運，費因斯則張開雙臂，將自己獻給祭品。
這座雕塑在當時是極具創新性的作品。並挑戰19世紀僵化和學院藝術的傳統，同時避免了印象派的短暫性和现实主义的客觀性。羅丹巧妙地使用旋轉效果，使觀眾能夠在不同角度感受到各種想法、感受和決定的凝固影像。在雕塑的製作過程中，羅丹將人物分為多個階段獨立製作，並以不同的方式將它們組合在一起。他的研究包括小草圖和真人比例的研究，其中一些被用青銅鑄造現存於巴黎羅丹美術館。

### 創作經過
1845年以來，加萊市一直致力於建立一座以尤斯塔什為主題的雕像，然而在前兩位受託的藝術家大衛·昂熱斯和奧古斯特·克萊桑熱逝世後，雕塑仍未能完成，1880 年，加萊市長奧斯卡·德瓦夫林（Oscar Dewavrin）決定在城市廣場豎立一座紀念碑，並在1884年邀請了幾位藝術家，包括羅丹，在這個項目上提交他們的提案。其中，羅丹的設計除了描繪尤斯塔什之外，還包括了當時與他同行的五位市民：雅克·德·維桑、皮埃爾·德·維桑、讓‧德‧菲恩、安德烈·德·安德瑞和讓·德·艾爾。
羅丹的設計在當時引起了爭議，因為它包含了所有六個人物，而不僅僅是聖皮埃爾一人。大眾認為它缺乏被認為是公共雕塑中不可或缺的「英勇的古代參考」。《加萊義民》的構圖為金字塔形的佈局，其底座的設計旨在放置在地面而非基座。六個市民的形象則呈現「痛苦、痛楚和宿命」，與當時其他紀念碑雕塑所描繪的正面、光榮的形象形成對比。對於羅丹而言，《加萊義民》的設計實則代表「自我犧牲」的英雄主義。
1895年，紀念碑安裝在加萊理奇略公園前的一座大基座上，違背了雕塑家的規劃，他希望當地居民「幾乎撞上」這些人物，並與他們感到團結。當雕塑後來被移至新建成的加萊市政廳前時，他的願景才得以實現，目前雕塑被放置在一個較低的基座上。

## 複製品

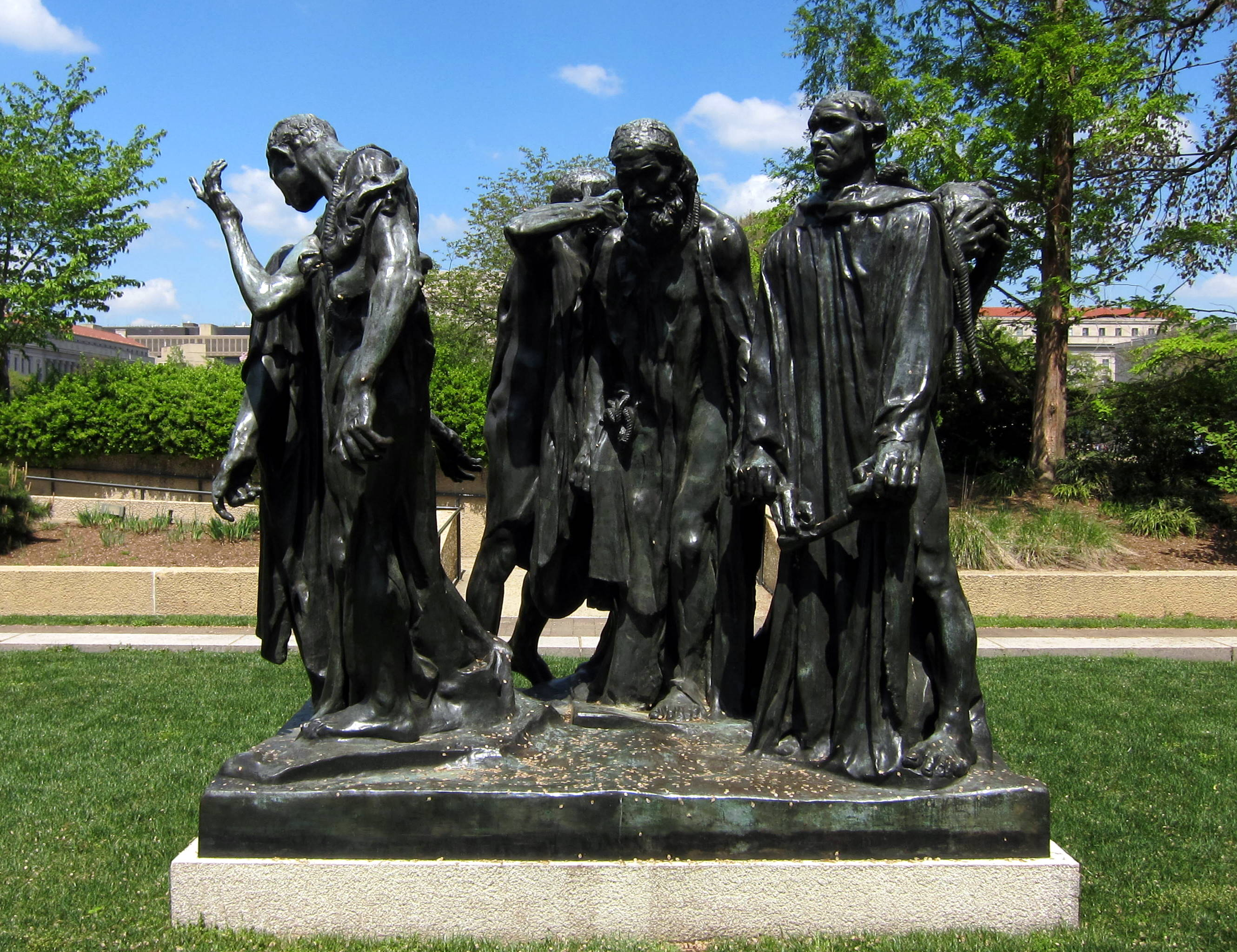
赫尚博物馆和雕塑园的《加萊義民》。

根據法國法律，羅丹的作品最多只能製作十二個原作鑄模。《加萊義民》在1895年首件鑄模的複製品仍然立在加萊市。其他原作鑄模分別位於：
- 哥本哈根的新嘉士伯美術館，1903年鑄模。
- 莫尔朗韦的瑪麗蒙皇家博物館（英语：Musée_royal_de_Mariemont），1905年鑄模。
- 威斯敏斯特宫旁的維多利亞塔花園，1908年鑄模，1914年安裝並於1915年7月19日揭幕。[11]
- 費城的羅丹博物館，1925年鑄模，1929年安裝。
- 巴黎的羅丹美術館花園，1926年鑄模，1955年贈送給博物館。
- 巴塞爾的巴塞爾美術館，1943年鑄模，1948年安裝。
- 華盛頓特區的赫尚博物馆和雕塑园，1943年鑄模，1966年安裝。
- 東京的國立西洋美術館，1953年鑄模，1959年安裝。[2]
- 帕薩迪納的诺顿·西蒙博物馆，1968年鑄模。
- 紐約市大都會藝術博物館，1985年鑄模，1989年安裝。[12]
- 龍仁市湖巖美術館：1995年鑄模，為第十二個也是最後一個原作鑄模。[13]

以下是特定雕塑的複製品：
- 史丹佛大學校園上的所有個別人物雕像。[14][15]
- 洛杉磯縣藝術博物館雕塑花園中展出的讓·德·艾爾和讓‧德‧菲恩的雕塑以及讓·德·艾爾和皮埃爾·德·維桑的半身像。[16]
- 戴維森學院視覺藝術中心的讓·德·艾爾雕塑，於1972年鑄模。[17][18]
- 奧斯陸索梅羅公園（英语：Sommerro Park）中的「持有鑰匙的人」雕像（讓·德·艾爾）；[19]
- 一尊讓·德·艾爾的半身像，距離紐約世貿中心原址不到四分之一英里。 這些作品曾在原One World Trade Center的康托·菲茨杰拉德公司（英语：Cantor_Fitzgerald）辦公室中展出，並在九一一襲擊事件後從廢墟中恢復。[20]

- 倫敦的《加萊義民》，背景是威斯敏斯特宮
- 東京的《加萊義民》
- 巴塞爾的《加萊義民》
- 費城羅丹博物館的《加萊義民》
- 巴黎羅丹博物館的個別雕塑

- 巴黎羅丹博物館的個別雕塑
- 紐約市布魯克林博物館的個別雕塑
- 以色列博物館的個別雕塑

### 書目
- Elsen, Albert E. (1963).  Rodin.  New York:  Museum of Modern Art.
- Jianou, Ionel (1970, transl. Kathleen Muston and Geoffrey Skelding).  Rodin.  Paris:  ARTED.
- Laurent, Monique (1988, transl. 1989 by Emily Read).  Rodin.  New York:  Konecky & Konecky.  ISBN 1-56852-173-1.
- Benedek, Nelly Silagy (2000).  Rodin • The Burghers of Calais. New York: 大都會藝術博物館.  ISBN 0-87099-948-6.
- Chevillot, Catherine; Marraud, Hélène; Pinet, Hélène; Adamson, John (transl.). . Dijon: Éditions Faton. 2014. ISBN 978-2878442007.
- Le Normand-Romain, Antoinette. . New York: Abbeville. 2014. ISBN 978-0789212078.

## 外部連結
- 维基共享资源上的相關多媒體資源：加萊義民
- Interactive 3D imagery of The Burghers of Calais （页面存档备份，存于）
- Link to The Burghers of Calais （页面存档备份，存于） on the official website of the Musée Rodin.
- Rodin: The B. Gerald Cantor Collection （页面存档备份，存于）, a full text exhibition catalogue from The Metropolitan Museum of Art, which contains material on The Burghers of Calais.
- Link to account of the theft and recovery of The Burghers of Calais during WWII:
Williams College Magazine （页面存档备份，存于）, Fall 2013.